# Petipán
Justo Espinoza Pelayo (Janjaillo, Junín, 14 de mayo de 1943-Lima, 4 de mayo de 2021), conocido por su nombre artístico Petipán, fue un abogado y actor peruano. Se desenvolvió en programas cómicos, así como en el programa de televisión Risas y salsa. Es conocido por ser protagonista de la secuencia cómica La banda del Choclito, que tuvo su programa propio.

## Biografía
Justo Espinoza nació en Jauja. A los diecinueve años, se mudó hacia Lima para estudiar en un club de teatro. Se inició en la televisión con el programa El show de Tulio Loza. Posteriormente se tituló en Administración y Contabilidad en la Universidad Nacional Mayor de San Marcos.
Fue apodado Petipán por el juego de palabras petit (pequeño en francés) y pain (pan), en alusión a sus noventa centímetros de estatura, y que también fue un postre peruano. Su habilidad de cómico cuando estuvo en el segmento Bata pone el mundo a sus pies le impulsó su fama como celebridad televisiva, siendo la primera persona con enanismo en serlo.
Formó parte del elenco de El tornillo, entre 1968 y 1975,donde desarrolló sus personajes el Niño Ponchito y el Pistolero del Oeste.
En la década de 1980, fue convocado para Risas y salsa y fue, junto a Julio Espinoza y Analí Cabrera, uno de los pocos actores en permanecer los diecinueve años en el aire. Participó en varios segmentos como El jefecito. Posteriormente Álex Valle le incluyó junto a Álvaro González para su propio programa, La banda del Choclito, que desempeñó en su rol protagónico, un líder de una mafia que resaltó su carácter recto para dar órdenes. El personaje fue muy estricto que otros directores como Alberto Terry propusieron al equipo cambiar el reparto, pero el elenco se negó. También se atribuyó como el esposo de Eduviges, el primer personaje andino de la televisión peruana, interpretado por Guillermo Rossini. Y como integrante junto a Amparo Brambilla en el segmento Petipán y Amparo.
Tras la salida del programa, se retiró de la televisión. Vivió en los últimos años con la especialidad de derecho. Sin embargo, fue propuesto por Guillermo Guille para incorporarse en la televisión cómica, caso que rechazó debido a su alejamiento social, impidiendo incluso ser entrevistado.
Falleció el 4 de mayo de 2021 por complicaciones de COVID-19 después de estar internado en el Hospital Almenara.

## Trayectoria

### Televisión
- El show de Tulio Loza (1965)
- Frankenstein a Go-Go (1967)
- La escalera del triunfo (1968)[1]
- La revista de Tulio (1968)
- El estudio del doctor Rochabús (1968)[8]
- El tornillo (1968-1975)[4][8]
- Risas y salsa (1980-1999)[4]
- El show de July (1988)[17]

### Películas
- Pantaleón y las visitadoras (1975)[5]